# Lähnwitzsee
Der Lähnwitzsee liegt im Süden des Landkreises Rostock.

## Lage und Geologie
Der See gehört zu einer Endmoräne des Pommerschen Stadiums der Weichsel-Kaltzeit südlich der Warnow und südwestlich von Güstrow. Er gehört zum Sternberger Seengebiet im Naturpark Sternberger Seenland. In der waldreichen Umgebung des Gewässers treffen die Gemeindegebiete von Mustin, Lohmen und Klein Upahl aufeinander. Die Anhöhen in der Umgebung des Sees erreichen über 95 m ü. HN. Der größte Teil des Sees liegt auf dem Gemeindegebiet Lohmen, während ein kleinerer Teil im Norden zur Gemeinde Klein Upahl gehört. Am Südufer befindet sich das 1842 durch das Klosteramt Dobbertin erbaute Forsthaus Lähnwitz. Das wenig gegliederte Gewässer hat eine maximale Länge von etwa 670 m und eine maximale Breite von 360 m im Südteil des Sees. Im Norden befindet sich der Abfluss, welcher in Richtung Groß Upahler See entwässert.
Der Lähnwitzsee gehört zum FFH-Gebiet „Wald- und Gewässerlandschaft um Groß Upahl und Boitin“. Im Trophiesystem wird er als eutroph eingestuft.
Der 8 km lange Rundweg vom Lähnwitzsee in nordwestliche Richtung bis zur Töpferei in Lenzen gibt als Lehrpfad Einblicke in die Landschaft und Geschichte dieser Gebiete. Er führt zu Großsteingräbern, Baumriesen wie die Schwedenkiefer und Kesselmooren. Nahe am Brümmelmoor rasteten früher am „Drögen Kraug“ die Forst- und Fuhrleute. Der Name des Sees erinnert an den untergegangenen slawischen Ort „Lonnewitz“ oder „Lähnwitz“, dessen Kirchhof noch in der Schmetternauschen Karte von 1794 direkt am Seeufer eingetragen ist.

## Forsthof Lähnwitz

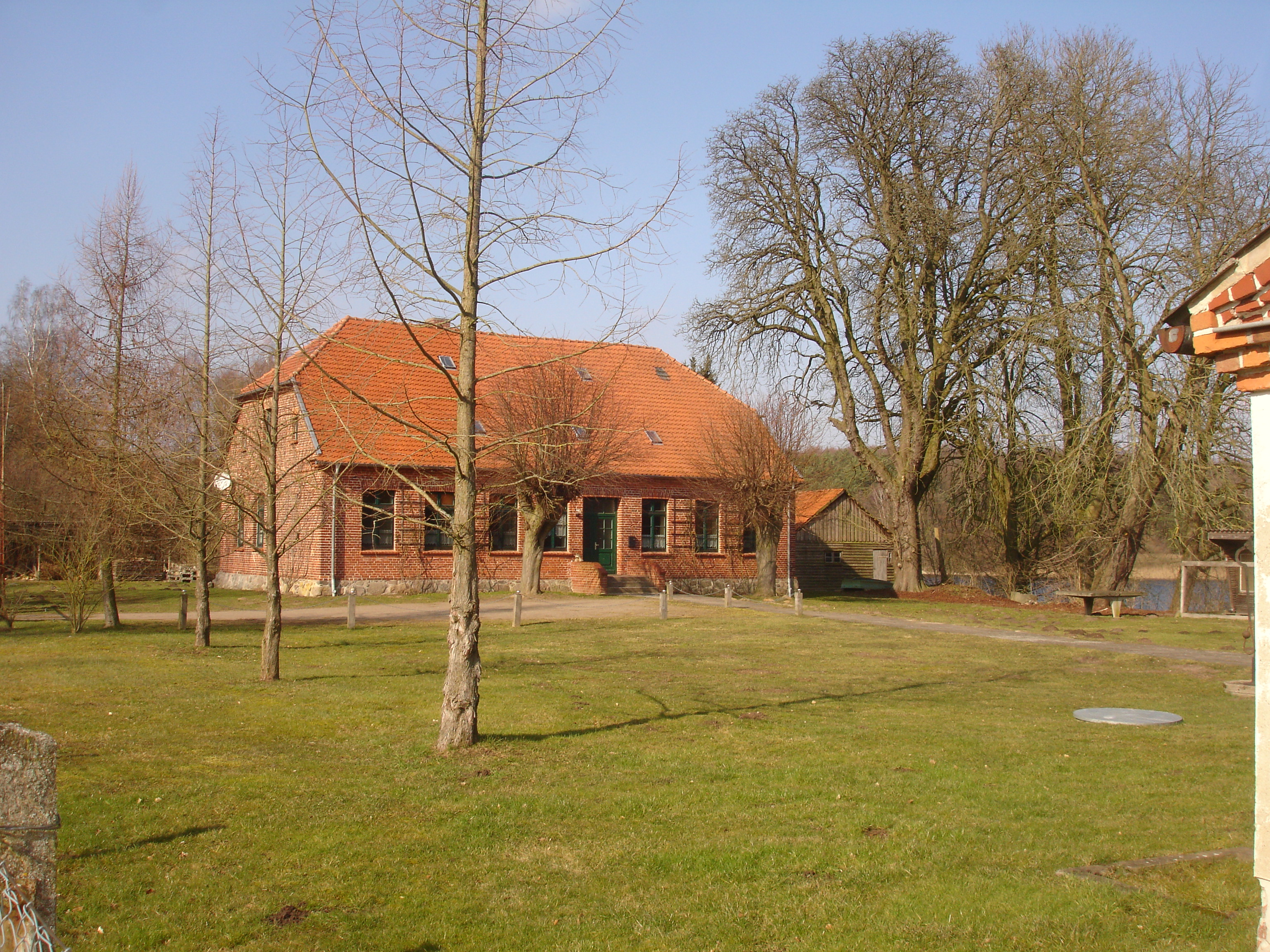
Forsthaus Lähnwitz (2016)

Hervorgegangen war das heutige Forsthaus Lähnwitz aus einer Ziegelei des Klosters Dobbertin. Sie bestand an dieser Stelle seit etwa 1620 und wurde bis in die 1840 betrieben. Zum Zweck der Heugewinnung war der See zeitweise abgelassen. Der Sand zur Magerung des Lehms wurde kleinen Sandgruben auf der Westseite des Lähnwitzsees entnommen. Der Lehm musste von weither angefahren werden. Bei Erdarbeiten in den 1980er Jahren traten gewaltige Mengen an Ziegelschutt, wie Fehlbrandziegel und gebrochene Mauerziegel, zutage. 
Die abgelegene Lage der Ziegelei Lähnwitz und die allmähliche Erschöpfung der Tonvorkommen führten dazu, dass ab 1835 nach einem neuen Standort im Bereich der Lohmer und Spendiner Feldmark gesucht wurde. 
Auf dem Landtag zu Sternberg 1837 hatte man sich schon zum Bau eines Försterhauses in Lähnwitz entschieden, doch die veranschlagten „baaren Ausgaben seien zu viel“. Von 1841 bis 1842 erfolgte der Bau des Forstgehöftes. Für den ehemaligen Stall wurden behauene Steine verwendet. Die hier im Wald gefundenen Steine wurden durch Steinschläger bearbeitet und auch für den Straßenbau eingesetzt.
1852 standen auf dem Forsthof Lähnwitz ein Forsthaus mit massiven Wänden, eine Scheune mit Anbau, ein Viehhaus, ein Pferdestall, zwei Ställe und ein Kathen mit zwei Wohnungen. 1856 hatten die Klostervorsteher auf der Försterei einen dringend benötigten Schafstall bauen lassen, die Genehmigung dafür holten sie sich nachträglich auf dem Landtag zu Malchin ein.
Förster waren:
- 1813 Zebur sen.
- 1814–1827 Stange aus Klein Upahl.
- 1833–1873 Heinrich Pflughard.[8]
- 1881–1911 Heinrich Schröder, am 1. Juli 1911 dienstlich ausgeschieden (Ruhestand).[9]
- 1912–1927 Arthur Seeling, Revierförster, persönlich mit Prof. Belz zu Steingräbern vor Ort.

Revierjäger waren: 
- 1907 erwähnt Fischer aus Schwinz.
- erwähnt 1912 Strecker aus Jellen.
- 1912 erwähnt Lübecke.

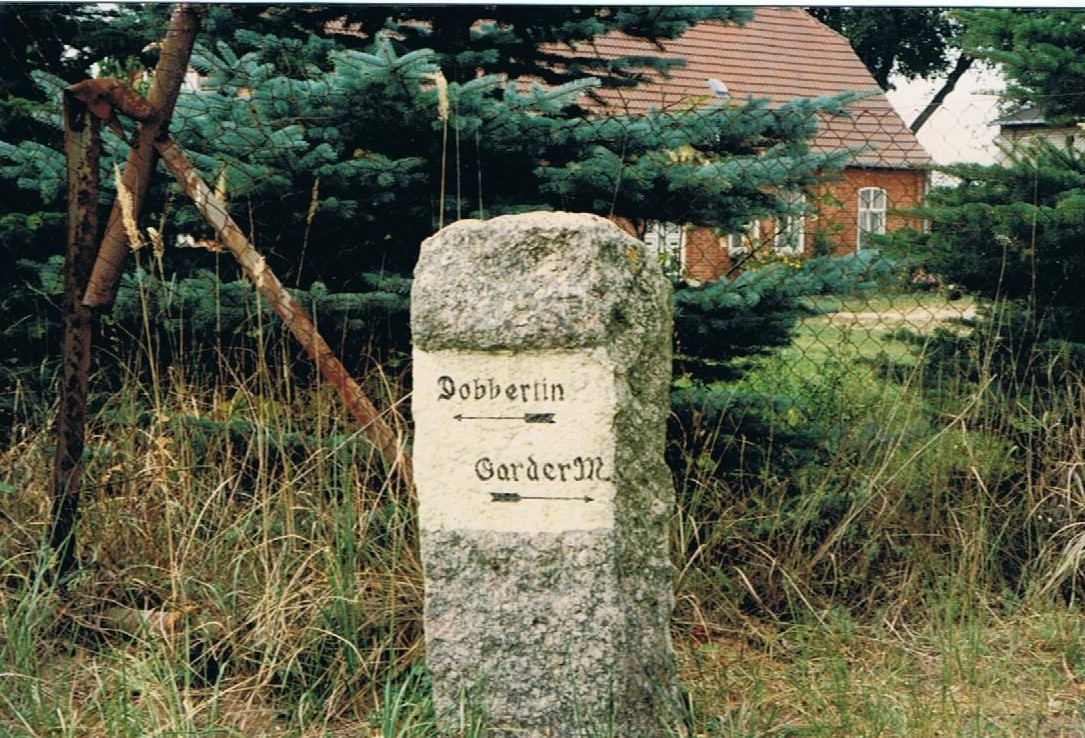
Wegweiserstein (1999)

In einer Übersicht des Dobbertiner Klosterforstamtes von 1927 wurden zu der fünf Kilometer westlich von Lohmen, davon drei Kilometer Landweg, gelegenen Försterei Lähnwitz folgende Angaben gemacht: „Das 1842 erbaute Wohnhaus ohne elektrisches Licht hat im Erdgeschoß 7 Zimmer, im Dachgeschoß 2 und 2 Kammern, Leutestube, Speisekammer, Keller und eine Pumpe in der Küche sind vorhanden. In den Wirtschaftsräumen sind 12 Pferde, 16 Kühe und 20 Schweine untergebracht. Das Dienstland hat 37,5 ha, davon 18,8 ha Acker, 3 ha Wiese, 14 ha Weide und 0,4 ha Garten, in dem Bienen gehalten werden und alles selbst bewirtschaftet wird. Die Größe des Reviers beträgt 600 ha, davon 200 ha Laubholz, 300 ha Nadelholz, 7,30 ha Niederwald und 100 ha Nebennutzungsflächen. Im Winter werden 14 Arbeiter und im Sommer 7 Arbeiter beschäftigt. Die Jagd war nicht verpachtet, Forst- und Jagdfrevel waren wenig.“
Das Forstrevier Lähnwitz wurde 2007 in das Forstrevier Lohmen beim Forstamt Güstrow eingegliedert.

### Ungedruckte Quellen
Landeshauptarchiv Schwerin (LHAS)
- LHAS 3.2-3/1 Landeskloster/Klosteramt Dobbertin.
- LHAS 3.2-4 Ritterschaftliche Brandversicherungsgesellschaft.
- LHAS 5.12-3/1 Mecklenburg-Schwerinsches Ministerium des Innern.

Museum Goldberg
- Akten Klosterforst Nr. 1423, 1424, 1427.